# Jakovljev
A. S Jakovljev Dizajnerski Biro je ruski projektant i proizvođač zrakoplova. 
Nastao je 1934. djelovanjem zrakoplovnog dizajnera Aleksandra Sergejeviča Jakovljeva pod nazivom OKB-115, ali se rođendanom tvrtke  smatra 12. svibnja 1927. kada je prvi put poletio AIR-1; zrakoplov kojeg je dizajnirao Aleksandar Jakovljev u zavodu "Lakih zrakoplova".
Kod svojih zrakoplova, tvrtka koristi prefiks "Jak"

## Jakovljev zrakoplovi
- AIR-1
- AIR-2
- AIR-3
- AIR-4
- AIR-5
- AIR-6
- AIR-17
- UT-1
- UT-2
- Jak-1
- Jak-2
- Jak-3
- Jak-4
- Jak-5
- Jak-6
- Jak-7
- Jak-8
- Jak-9
- Jak-10
- Jak-11
- Jak-12
- Jak-13
- Jak-14
- Jak-15
- Jak-16
- Jak-17
- Jak-18
- Jak-18T
- Jak-19
- Jak-23
- Jak-24
- Jak-25
- Jak-25
- Jak-25RV
- Jak-26
- Jak-27
- Jak-28
- Jak-28P
- Jak-28U
- Jak-30
- Jak-30
- Jak-32
- Jak-36
- Jak-38
- Jak-40
- Jak-41
- Jak-42
- Jak-43
- Jak-44
- Jak-46
- Jak-48
- Jak-50
- Jak-50
- Jak-52
- Jak-54
- Jak-55
- Jak-56
- Jak-112
- Jak-130
- Jak-141
- Pchela

## Vanjske poveznice
- (rus.) (engl.) službene stranice  Arhivirana inačica izvorne stranice od 19. siječnja 2016. (Wayback Machine)